# 紹熙
紹熙（しょうき）は、中国・南宋時代に光宗の治世で用いられた元号。1190年 - 1194年。

## 西暦等との対照表
| 紹熙 | 元年   | 2年    | 3年    | 4年    | 5年    |
| 西暦 | 1190年 | 1191年 | 1192年 | 1193年 | 1194年 |
| 干支 | 庚戌   | 辛亥   | 壬子   | 癸丑   | 甲寅   |
| 金   | 明昌元 | 明昌2  | 明昌3  | 明昌4  | 明昌5  |
| 西夏 | 乾祐21 | 乾祐22 | 乾祐23 | 乾祐24 | 天慶元 |

## 出来事
- 淳熙16年
  - 11月14日：光宗の即位により翌年を「紹熙元年」とする踰年改元の詔が下る。
- 紹熙元年
  - 2月27日：劉光祖が道学を弁護するために上奏する。
  - 12月：建州浦城県の張海が乱を起こしたが、鎮圧される。
- 紹熙2年
  - 正月元日：両淮地方に義倉法が施行される。
  - 2月4日：会元暦が施行される。
- 紹熙3年
  - 2月24日：金への銀・銭の持ち出しを厳禁する詔勅が出る。
  - 3月18日：宜州を侵した蛮寇が平定される。
  - 7月14日：瀘州の軍人の張信が乱を起こしたが、鎮圧される。
- 紹熙4年
  - 7月21日：叙州の蛮寇が辺境を急襲する。
- 紹熙5年
  - 6月9日：孝宗が崩ずる。
  - 6月11日：百官が光宗に服喪を請じたが、断られる。
  - 7月5日：光宗が退位する。
  - 7月16日：趙汝愚が右丞相となる。
  - 閏10月25日：寧宗の即位により翌年から「慶元」へ踰年改元の詔が下る。
  - 11月24日：明州を慶元府と改める。